# Johann Theodor Sprenger
« Johannes Theodorus Sprengerus » et « Jean Théodore Sprenger » redirigent ici. Pour les autres significations, voir Sprenger.
Johann Theodor Sprenger, né en 1630 à Francfort-sur-le-Main et mort en 1681 à Salzbourg, est un jurisconsulte allemand et théoricien de la raison d'État à l'âge baroque.

## Biographie
Johann Theodor Sprenger, (‹ Spranger ›), naît en 1630,, à Francfort-sur-le-Main. Fils du juriste Ernst Sprenger, il passe sa jeunesse à Heidelberg, capitale de l'Électorat palatin. Il y suit des études de droit qu'il achève par un double doctorat en droit canonique et en droit civil, avant de recevoir une chaire de professeur extraordinaire en droit à Heidelberg.

### Conseiller de princes
Sprenger exerce ensuite l'activité de conseiller. Avec le titre de chancelier, il assiste le cardinal Frédéric de Hesse-Darmstadt dans sa fonction de prieur de l'ordre de Saint-Jean de Jérusalem à Heitersheim. Il sert ensuite en Magdebourg et, à partir du 2 août 1662, en Palatinat-Deux-Ponts. Le 28 mars 1663, il devient le représentant du duc Frédéric-Louis de Deux-Ponts à la Diète perpétuelle de Ratisbonne. Il y reste jusqu'au début de l'été 1664. Il se convertit au catholicisme — conversion dans laquelle Athanasius Kircher joue un rôle majeur — puis devient chancelier du prince-archevêque de Salzbourg. Il reste en fonction jusqu'à sa mort.
Il est associé au « procès du magicien Jackl » (Zauberer-Jackl-Prozeß), un procès en sorcellerie qui conduira à la condamnation à mort et à l'exécution de 139 personnes.

### Théoricien de la raison d'État
Sprenger est l'auteur du Bonus princeps, un miroir des princes (Fürstenspiegel) dédié au cardinal Richelieu et à son successeur, le cardinal Mazarin. Sprenger y expose sa théorie de la raison d'État. Il y défend l'État corporatif (Ständestaat) et l'engagement des princes à écouter les conseils des états territoriaux (Landstände).

### Décès
Sprenger meurt à Salzbourg en 1681,,,,, au plus tard le 8 août, date à laquelle Balthasar Staudacher von Wispach lui succède.

## Publications
- (la) Brevis et succincta synopsis de imperio romano-germanico, Francfort-sur-le-Main, 1649, 1re éd., 1 vol., 209, in-12 (BNF 31395723) Lire en ligne sur Deutsche Digitale Bibliothek.
- [Bonus princeps] (la) Bonus princeps, ex novissimis ... cardinalium Richelii et Mazarini historicis scriptis ... concinnatus, sub quo ... praecipuae status rationes exhibentur, Francfort-sur-le-Main, 1652, 1re éd., 2 part. en 1 vol., 252, in-12 (BNF 31395722) Lire en ligne.
- Liber novus juridico-politico-historicus. De Modico, Francfort, 1649, 180 p. Lire en ligne
- [Tacitus axiomaticus] (la) Tacitus axiomaticus de principe, ministris et bello, Francfort-sur-le-Main, J. F. Weiss, 1658, 1re éd., 1 vol., 372, in-12 (BNF 31427868).